# I Can't Explain
Singles de The Who
Zoot Suit
(juillet 1964) Anyway, Anyhow, Anywhere
(mai 1965)
Clip vidéo
[vidéo] « "I Can't Explain" », sur YouTube
I Can't Explain est une chanson du groupe de rock britannique The Who, parue en single en 1965 au Royaume-Uni où elle se classe dans le Top 10.

## Histoire
I Can't Explain est l'une des toutes premières compositions du guitariste du groupe, Pete Townshend. Enregistrée en novembre 1964 aux studios IBC de Londres, elle sort en single en décembre aux États-Unis chez la branche américaine du label Decca Records, puis le 15 janvier de l'année suivante au Royaume-Uni chez Brunswick Records, une étiquette utilisée par Decca pour ses publications sur le sol britannique. La face B présente une chanson traditionnelle américaine, Bald Headed Woman, enregistrée par le groupe en deux heures à peine.
C'est le deuxième single du groupe, et le premier portant le nom « The Who » — Zoot Suit, paru en juillet 1964, était un single des « High Numbers ». Malgré la volonté du producteur Shel Talmy de voir le groupe percer aux États-Unis, il n'y atteint que la 93e place du classement Billboard. En revanche, il rencontre un grand succès au Royaume-Uni et s'y classe 8e en avril 1965.
Musicalement, les couplets de la chanson sont basés sur une suite d'accords plaqués avec un son saturé. En cela, I Can't Explain ressemble beaucoup à la chanson des Kinks All Day and All of the Night, parue en octobre 1964, elle aussi produite par Shel Talmy. Pete Townshend lui-même admet en 1971 qu'il serait « difficile de faire mieux comme copie des Kinks ».
Le guitariste de studio Jimmy Page (futur Led Zeppelin), est sollicité pour jouer la guitare rythmique et le solo en cas d'incapacité de Townshend. Finalement, c'est la version de Towshend, jugée plus convaincante, qui est retenue. Par ailleurs, Jimmy Page étant un des rares guitaristes de l'époque possédant une pédale fuzz, il est également sollicité pour l'enregistrement de la face B Bald Headed Woman.
Les Who jouent I Can't Explain lors de la plupart de leurs concerts, généralement comme premier titre. Elle apparaît sur de nombreuses compilations du groupe. Une version stéréo est disponible sur l'édition deluxe de l'album My Generation.

## Signification du texte
I Can't Explain (« Je ne peux pas expliquer ») met en scène la frustration qu'éprouve un jeune homme à ne pouvoir communiquer, à faire comprendre à une fille l'effet qu'elle lui fait, mais qui pense que « c'est de l'amour ». Dans un entretien donné en 2015 au bimensuel Rolling Stone, Pete Townshend livre une clé : « C'est un gamin de 18 ans qui ne peut pas dire à son amie qu'il l'aime parce qu'il a pris trop de comprimés de Dexedrine » (une dextroamphétamine réputée avoir aussi des propriétés aphrodisiaques).

## Musiciens
- Roger Daltrey : chant
- Pete Townshend : guitare, piano, chœurs
- John Entwistle : basse, chœurs
- Keith Moon : batterie

## Personnel additionnel
- Jimmy Page : Guitare rythmique 12 cordes

## Reprises
- En 1973, David Bowie reprend deux chansons des Who sur son album de reprises Pin Ups, dont I Can't Explain. Le début de ce morceau est très similaire à celui du titre Everybody's a star des Kinks paru en 1975 dans l'album Soap Opera.
- La même année, Yvonne Elliman la reprend sur son album Food of Love (en).
- Le chanteur nord-américain Rex Smith enregistre une version de la chanson sur son premier album homonyme paru en 1976[7].
- Leif Garrett en 1980 sur son album Can't Explain.
- En 1996, Fatboy Slim sample les power chords de cette reprise dans son titre Going Out of My Head, sur l'album Better Living Through Chemistry[8].
- La reprise du groupe Scorpions apparaît sur la compilation Best of Rockers 'n' Ballads, sortie en 1989.
- Le groupe You Am I reprend I Can't Explain en face B du single Berlin Chair (1994).